# Al-Dawayima
Al-Dawayima, Dawaymeh ou Dawayma (الدوايمة) était un gros village palestinien, situé dans le sous-district d'Hébron de la Palestine mandataire, actuellement dans la région d’Hevel Lakhish, à environ 15 kilomètres au sud-est de Kiryat Gat.
Selon un recensement de 1945, l’agglomération comptait 3 710 habitants, y compris la population des khirbets proches. Pendant la guerre de 1948, la population a été massacrée par l’armée israélienne, avec des bilans différents selon les sources. Les hommes du 89e bataillon ont également commis des viols, forcé la population à fuir et détruit le village.
En 1955, Israël a remplacé les ruines de la ville par le moshave d’Amatzia.

## Géographie
Le village se trouvait à 18 km d’Hébron, à une altitude moyenne de 350 m. Il s’étalait sur une crête rocheuse, lui donnant une excellent vue vers l’est. Deux routes secondaires le reliait l’une à Idna, l’autre à al-Qubayba au nord-ouest, et de là à une route principale. Ayant une forme d’étoile, le village s’étendait dans toutes les directions, mais particulièrement le long des deux routes. Toutes les terres étaient propriétés arabes, et plus de la moitié étaient cultivables.
Les habitants d’al-Dawayima cultivaient surtout des céréales, blé et orge, mais aussi du maïs et des légumes. Des vergers fournissaient des figues, du raisin, 1206 dounams étant irrigués ou plantés en vergers. Chacun des 27 clans avait un cheptel de 200 à 300 brebis et chèvres, quelques vaches et chameaux. L’artisanat produisait des tentes et des sacs à grain ; la tannerie et la vannerie étaient aussi importantes. Entre 20 et 30 boutiques, dix bouchers, deux moulins à farine animaient le village. À partir de 1944, un marché hebdomadaire le vendredi attiraient des commerçants de la zone allant de Gaza à Hébron ; il était appelé le suq al-barrayn, le marché des deux terrains, car il attirait autant de personnes de la plaine que des montagnes.

## Histoire
Al-Dawayima est parfois identifiée avec la ville de l’Ancien Testament de Bosqat, la patrie de la mère de Josué, Jedidah, bien que cette association ne reçoive pas une approbation générale.
Les vestiges archéologiques retrouvés à al-Dawayima couvrent une longue période allant de l’âge du bronze à l’Empire ottoman, en passant par l’empire perse et la période hellénistique. La destruction au bulldozer des restes du village pour préparer la construction du village israélien a permis la découverte d’un moulin à huile, d’une grotte colombarium, d’une villa de l’époque de la période du Second Temple, plusieurs mikvehs et des citernes.
Le clan principal d’al-Dawayima était les Ahdibs, qui font remonter leurs origines à la conquête arabe, au VIIe siècle.

### Empire ottoman
À la fin de la période ottomane, en mai 1838, Edward Robinson visita la région à l’époque des moissons. Il décrit al-Dawayima comme située sur une colline, avec une vue sur plusieurs villages vers l’est. Pendant la moisson, plusieurs chrétiens de Beit Jala étaient employés comme laboureurs ; la récolte d’orge s’achevait alors que la moisson du blé commençait. Le village est alors musulman et situé entre les montagnes et Gaza, et dépendant du gouvernement d’el-Khulil.
En 1863, Victor Guérin passe à cet endroit, et estime la population à 900 habitants ; une liste de villages ottomane de 1870 estime la population de Dawaime à 85 pour 34 maisons, en ne comptant que les hommes,.
En 1883, l’enquête du PEF décrit al-Dawayima comme un village perché sur une colline pierreuse entouré d’oliviers et un sanctuaire surmonté d’une pierre blanche.

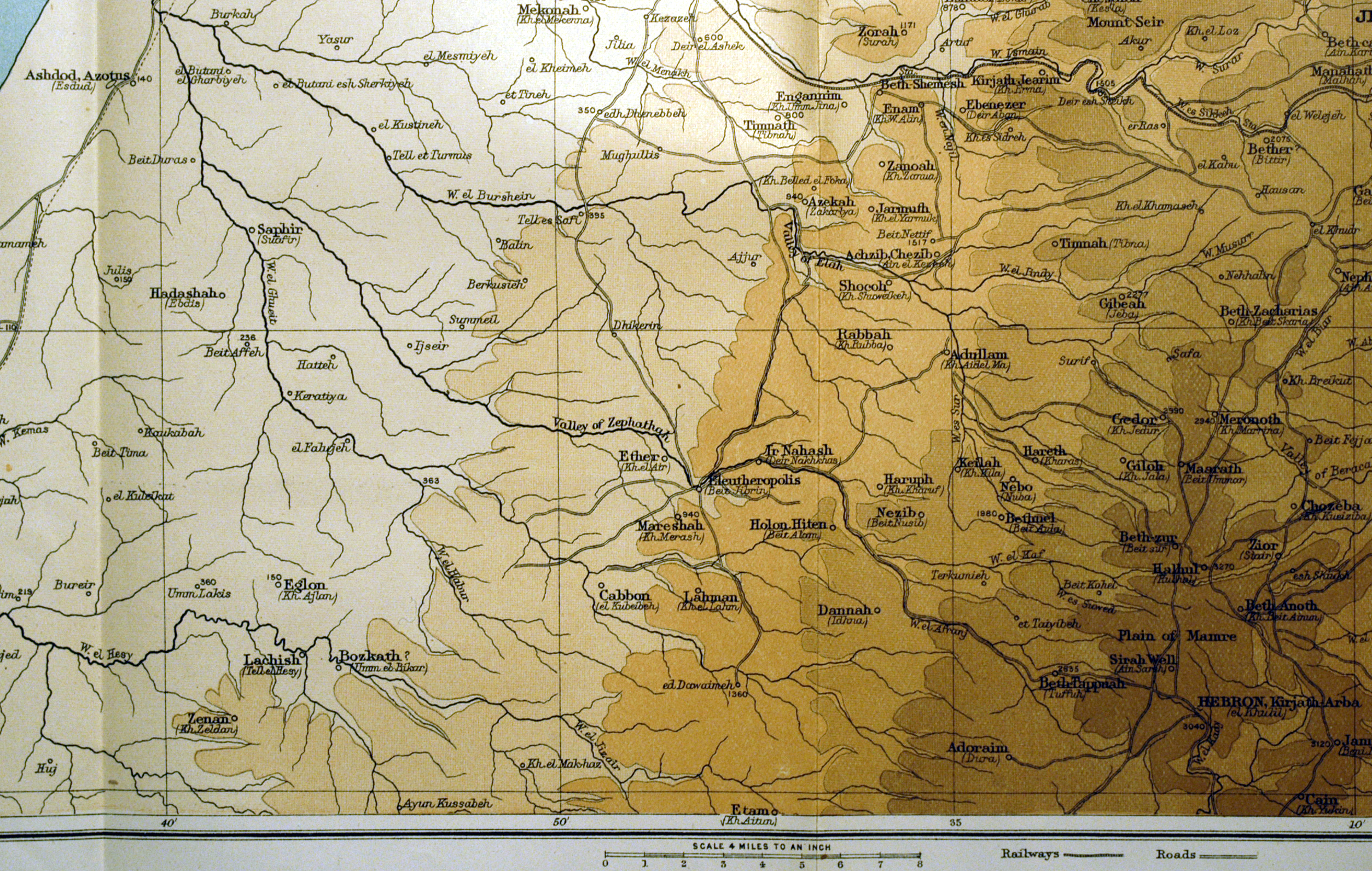
Carte de 1894 montrant Al-Dawayima en bas au centre.
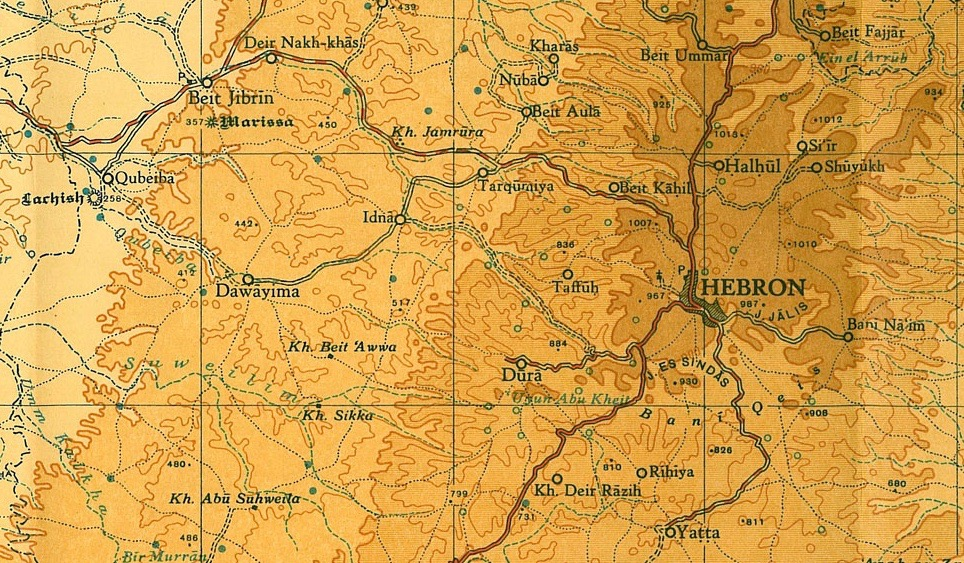
Carte de 1945 au 1:250 000.

Les habitants étaient musulmans et entretenait plusieurs sanctuaires, dont le principal était celui de Shaykh ´Ali. Il était doté d’une grande cour, de plusieurs pièces et d’un grand hall pour les prières, et entouré de figuiers et de caroubiers, et de cactus. Il attirait des visiteurs des villages voisins. Une mosquée se trouvait au centre du village et était entretenue par les fidèles de la tariqa al-khalwatiyya, un ordre soufi mystique créé par cheikh Omar al-Khalwati (mort en 1397).

### Mandat britannique
Au recensement de 1922, AI Dawaima avait une population de 2 441 habitants, tous musulmans, passant à celui de 1931 à 2688, tous musulmans, et  559 maisons.
Les villageois ont agrandi et rénové la mosquée dans les années 1930, et ajouté un grand minaret. Une école est aussi construite en 1937, ainsi que des citernes collectant l’eau de pluie ; des puits sont aussi creusés dans les années 1940.
Dans les statistiques des Villages de 1945, Al-Dawayima avait 3 710 habitants musulmans avec 60 585 dounams de terres.
En 1944/45, 21 191 dounams du village étaient consacrés aux céréales, 1206 étaient irrigués ou utilisés pour les vergers et 179 étaient construits.
L’institut des études palestiniennes et le musée palestinien décrivent ainsi le bâti :
« Les boutiques étaient réparties dans les différents quartiers du centre du village. Les maisons étaient construites en pierre et en terre, séparées par des rues étroites et des ruelles. Les maisons les plus anciennes étaient regroupées. Chaque groupe de maisons partageait un hawsh, une grande cour que les femmes utilisaient pour accomplir leurs tâches ménagères, les enfants pour jouer, et les familles pour se réunir le soir et aux occasions spéciales. Le village s’agrandissant, de nouvelles maisons furent construites en-dehors du cœur du village. Ces maisons plus grandes utilisaient des pierres blanchies à la chaux et certaines d’entre elles avaient des murs épais appelés jidaris. Chaque maison avait deux niveaux, le niveau supérieur étant occupé par la famille et le niveau inférieur par les animaux. Les maisons les plus aisées avaient leur propre cour et de grandes pièces de réception en plus des espaces réservés aux animaux, »

### Guerre de 1948 et massacre
D’après le rapport du conseil des réfugiés arabes, il y avait 6 000 habitants à al-Dawayima en octobre 1948, car de nombreux Palestiniens expulsés des villages voisins s’y étaient réfugiés. De nombreuses escarmouches avaient lieu entre les Juifs des colonies et les habitants des villages de la région depuis les derniers mois du mandat britannique. Le comité local avait acheté quelques fusils et de faibles quantités de munitions pour se défendre. Des combats féroces avaient eu lieu contre les membres des colonies, comme celle de Goush Etzion. En octobre 1948, les troupes israéliennes occupent les villages voisins, comme Al-Maqhaz. Fin octobre, les Forces de défense d'Israël (FDI) brisent la trêve en lançant l’opération Yoav, attaquant al-Faluja et Iraq al-Manshiyya. Le danger se rapprochant, des gardes de nuit sont organisées. Le 27 octobre, les troupes égyptiennes se retirent de la zone vers Hébron et les habitants de Bayt Jibrin et al-Qubayba fuient leurs villages à leur suite, créant ainsi la poche de Faluja (où a combattu Nasser. Ne pouvant obtenir d’aide des armées arabes, la panique s’installe dans le village et quelques femmes, enfants et vieillards prennent la fuite le 28.
Al-Dawayima est prise par les Israéliens du 89e bataillon commando de l’actuelle 8e brigade blindée, commandé par Dov Chesis sous les ordres du fondateur du Palmach, Yitzhak Sadeh, le 29 octobre 1948, cinq jours après le début d’une trêve. C’est à cette occasion qu’a lieu le massacre d’al-Dawayima. Après la prière de midi (le 29 octobre est un vendredi), une colonne de blindés s’approche du village, et l’encercle à l’ouest, au nord et au sud, laissant le côté est libre. La vingtaine d’hommes armés du village se poste à l’ouest. Certains répliquent au tir nourri des Israéliens, des villageois accumulent des rochers aux entrées du village pour les bloquer. Certains villageois s’abritent chez eux, d’autres dans la mosquée ou dans des grottes, d’autres encore fuient vers Dura. L’artillerie commence alors à bombarder le village et à viser les groupes qui tentent de s’enfuir. Puis les soldats israéliens entrent dans le village et le massacre commence. Il est raconté par deux témoins, le moukhtar et un soldat israélien arrivé deux jours après. Après avoir fui, le moukhtar retourne de nuit au village, et trouve soixante corps dans la mosquée, pour la plupart des vieillards ; de nombreux corps de femmes, hommes et enfants dans les rues et les maisons ; et dans la grotte d’Iraq al-Zagh, 85 corps de femmes, hommes et enfants, exécutés alors que les soldats les avaient fait mettre en rang en leur disant de partir. Le témoignage du soldat, une lettre envoyé à un journal, n’est retrouvé que dans les années 1980 par Benny Morris, et publié en 2016 par Haaretz. Il témoigne d’atrocités : enfants au crâne écrasé, vieilles femmes enfermées dans une maison détruite ensuite à l’explosif ; des soldats ayant participé au massacre encore présents qui se vantent des meurtres et des viols. Prévenus par des réfugiés, des officiels de l’ONU demandent à visiter le village, ce que Israël leur refuse trois fois ; quand finalement ils peuvent y accéder, ils sentent des odeurs d’os brûlés émanant de maisons incendiées (les soldats israéliens leur expliquent les avoir brûlées « pour éliminer la vermine »), certaines maisons leurs sont interdites, ainsi que la mosquée et une zone à l’extérieur du village. Selon le lieutenant-général John Bagot Glubb, un officier britannique stationnant avec la légion arabe à Bethléem et Hébron, le massacre était calculé pour faire fuir les habitants. Les observateurs de l’ONU rapportent une trentaine de décès. Le massacre est cité par Yigal Allon comme la raison ayant amené l’arrêt des annexions incluant Bayt Jibrin, Al-Qubayba et Tel Maresha. Il s’agit aussi pour les Israéliens de représailles pour le massacre de Kfar Etzion plusieurs mois auparavant, le 13 mai 1948.
De nombreux bilans, différents, ont été dressés. La police d’Hébron estime à 200 le nombre de tués dans la seule mosquée ; le commandant de la garnison égyptienne d’Hébron estime le nombre total de victimes à 500 ; le consul américain à Jérusalem donne une fourchette de 500 à 1000 ; le moukhtar a fait une liste de 455 morts, tout en précisant que des réfugiés des villages voisins aussi ont été tués, mais qu’il ne peut déterminer leur nombre ; Ben Gourion fait état de rumeurs de 70 à 80 morts. Saleh Abdel Jawad estime le bilan à 80 à 200 civils tués. Forensic Architecture évoque de 70 à 450 tués.
Ce massacre est évoqué au conseil des ministres d’Israël en décembre ; seul Aharon Tzizling, du Mapam (extrême-gauche), qualifie d’actes nazis ce massacre, mais il finit par se ranger à l’avis général de ne pas reconnaitre officiellement ce massacre pour ne pas entacher la réputation d’Israël. Benny Morris évoque des enquêtes, sans en donner le résultat ; elles aboutissaient généralement à des sanctions mineures et à de nouvelles règles de comportement avec les Arabes.
Le massacre d’al-Dawayima est considéré comme un des pires de la guerre de 1948 ; il n’est pourtant condamné ni par les autorités palestiniennes ni par les autorités internationales, et il n’a été connu des universitaires qu’à la fin des années 1970. Ayant recueilli le témoignage du moukhtar, un journaliste d’Hadashot effectue quelques fouilles sur ses indications qui confirment ses dires. L’ONG Forensic Architecture ne le considère pas comme un incident isolé, mais le replace dans le cadre d’une stratégie délibérée de nettoyage ethnique.

### Période israélienne
Les réfugiés ayant survécu au massacre passent quelque temps dans le no man's land établi le long de la ligne verte entre la Jordanie et Israël, habitant les maisons des villages abandonnés, espérant pouvoir retourner dans leurs foyers. Puis ils se tournent vers les camps de réfugiés, Ein el-Sultan à Jéricho, Al-Arroub et Fawar près d’Hébron, ainsi que dans le reste de la Cisjordanie et en Jordanie.
Le moshav d’Amatzia est créé en 1955 sur les terres d’Al-Dawayima. En 1965, les structures temporaires d’accueil sont remplacées par des habitations plus durables, et en 1969 de nouveaux terrassements effacent un peu plus le village arabe. Jusqu’à 2024, ses restes sont systématiquement effacés. Selon l’historien palestinien Walid Khalidi « Le site est clôturé. Une étable, un poulailler et des greniers ont été construits dans le centre (qui a été nivelé). Au sud du site se trouvent des terrasses de pierre et les restes d’une maison. L'est est occupé par la zone résidentielle du moshav. »
En 2013, toute la zone a été terrassée pour la construction d’une nouvelle colonie appelée Karmei Katif, achevée en 2016 et habitée par les évacués des colonies juives de la bande de Gaza. Le nom s’inspire de celui de la colonie évacuée de Goush Katif. Le sanctuaire du cheikh soufi Ali reste intact, sur le sommet du plateau.

## Culture
Une robe de femme de type thob (ample avec des manches) datant des environs de 1910 produite à al-Dawayima est conservée par le Museum of International Folk Art (MOIFA) à Santa Fe. Elle est tissée à la main en lin teintée de bleu indigo. Les broderies sont majoritairement faites en soie au point de croix, avec des touches de violet, d’orange, de jaune, de blanc, de vert et de noir. La moitié supérieure du qabbeh (le panneau de poitrine carré) est brodé de colonnes alternées de diamants (selon la technique el-ferraneh) et d’étoiles à huit branches (appelées qamr ("lunes")). La moitié inférieure du qabbeh est brodée à la qelayed ("colliers"). Les côtés sont complètement recouverts de broderies en bandes, avec des motifs nakhleh ("palmes"), ward-wil-aleq et khem-el-basha ("la tente du pacha"). Chaque bande est surmontée de différents arbres. Il n’y a pas de broderies sur les manches longues et pointues.
LEe village est souvent cité dans les œuvres du Palestinien Abdul Hay Mosallam qui y habitait avant d’en être expulsé en 1948.
En 2011, deux livres sur l’histoire du village ont été publiés.

### Dans la culture populaire
Dans le film de 2008 Le Sel de la mer, al-Dawayima est le village d’où vient Emad, le protagoniste masculin. Les ruines du village sont habitées temporairement par Emad et Soraya. Le film est dédié à la mémoire du massacre d’al-Dawayima.

## Familles
Lafi
- Sanwar (سنور)
- Abd al-dean (عبد الدين)
- Abu Subaih (أبوصبيح)
- Abu-Farwa (ابوفروه)
- Abu-Galyeh (أبوغالية)
- Abu-Galyoun (أبو غليون)
- Abu-Halemah(أبوحليمة)
- Abu-Haltam (أبو حلتم)
- Abu-Kadra (أبو خضرة)
- Abu-Matr (أبو مطر)
- Abu-Me'alish (أبومعيلش)
- Abu-Rahma (ابورحمة)
- Abu-Rayan (أبو ريان)
- Abu-Safyeh (أبو صفية)
- Abu-Sugair (أبو صقير)
- Afaneh (عفانه)
- Al-Absi (العبسي)
- Al-Adarbeh (العداربة)
- Al-Aqtash (القطيشات)
- Al-Atrash (الأطرش)
- Al-Ayaseh (العيسه)
- Al-Hijouj (الحجوج)
- Al-Jamarah (الجمرة)
- Al-Jawawdeh (الجواودة)
- Al-Kateeb (الخطيب)
- Al-Khodour(الخضور)
- Al-Maqusi(المقوسي)
- Al-Mallad (الملاد)
- Al-Manasra (المناصرة)
- Al-Najaar (النجار)
- Al-Qaisieh (القيسيه)
- Al-Sabateen(السباتين)
- Al-Turk (الترك)
- Al-Zaatreh (الزعاترة)
- Asha (عشا)
- Basbous(بصبوص)
- Ead (عيد)
- El-Ghawanmeh (الغوانمه)
- Ganem (غانم)
- Hamdan (حمدان)
- Harb (حرب)
- Hudaib (هديب)
- Hunaif (حنيف)
- Ms'ed (مسعد)
- Nashwan (نشوان)
- Sa'adeh (سعادة)
- Shahin (شاهين)
- Sundoqa (صندوقه)
- Zebin (زبن)

## Personnalités liées au village
- Musa Hadeib